# Periphyllus minutus
Periphyllus minutus är en insektsart. Periphyllus minutus ingår i släktet Periphyllus och familjen långrörsbladlöss. Inga underarter finns listade i Catalogue of Life.